# أندرو فاير
أندرو فاير (بالإنجليزية: Andrew Fire) من مواليد 27 أبريل 1959 أميركي الجنسية، وأستاذ في علم الأحياء وعلم الأمراض وعلم الوراثة في كلية الطب بجامعة ستانفورد.
منح عام 2006 جائزة نوبل للفيزيولوجيا والطب ، جنبا إلى جنب مع كريغ ميلو .

## حياته
ولد في بالو ألتو، كاليفورنيا، وتخرج من المدرسة العليا وانضم إلى جامعة بريكلي بعد أن رفضته جامعة ستانفورد ،حصل على شهادة البكالوريوس في الرياضيات من بيركلي في عام 1978 وهو في سن التاسعة عشرة . وشرع بعد ذلك في معهد ماساتشوستس للتكنولوجيا، حيث حصل على درجة الدكتوراه في علم الأحياء في عام 1983 ، ثم انتقل إلى كامبريدج في بريطانيا .
من عام 1986 إلى عام 2003 ، وكان فاير موظف من مؤسسة كارنيجي في واشنطن في إدارة علم الاجنة في بالتيمور.

## جائزة نوبل
حصل أندرو فاير مع العالم كريج ميللو علي جائزة نوبل لاكتشافهما آلية للسيطرة علي انتقال المعلومات الجينية (RNAi).
كما قال معهد كارولينسكا في السويد ، وقال : "هذا العام من الحائزين على جائزة نوبل اكتشفت آلية أساسية للسيطرة على تدفق المعلومات الجينية."

## روابط خارجية
- أندرو فاير على موقع الموسوعة البريطانية (الإنجليزية)
- أندرو فاير على موقع مونزينجر (الألمانية)
- أندرو فاير على موقع إن إن دي بي (الإنجليزية)